# Бейзбол и софтбол в България
Бейзболът и софтболът започват да се играят в България в края на 80-те година на 20 век, но има данни, че подобие на играта се е играл за пръв път в Американския девически колеж в Ловеч още в началото на 20 век.
През 1988 година е създадена Българската федерация по бейзбол и софтбол (БФБС), тогава е създаден и първият отбор по софтбол към Клуб по бейзбол и софтбол академиците. През 1998 г. БФБС се разделя на нови федерации – за бейзбол и за софтбол.
Тези спортове традиционно се развиват само в градовете София, Дупница, Благоевград, Козлодуй и Стара Загора, където се намират и стадионите за практикуването му.
Първите срещи по бейзбол в България се играят на все още активния стадион „Октомври“ в София, кв. Студентски град, до Технически университет (София).
Освен че се присъжда шампионска титла от редовното първенство, в бейзбола и софтбола се провеждат турнири и се връчва Купа на България и Купа на София.

## Шампиони на България по бейзбол
- 1990 – Академиците (София)
- 1991 – Академиците (София)
- 1992 – Академиците (София)
- 1993 – Бизони (Благоевград)
- 1994 – Бизони (Благоевград)
- 1995 – Бизони (Благоевград)
- 1996 – Бизони (Благоевград)
- 1997 – Бизони (Благоевград)
- 1998 – Бизони (Благоевград)
- 1999 – Бизони (Благоевград)
- 2000 – Бизони (Благоевград)
- 2001 – Бизони (Благоевград)
- 2002 – Бизони (Благоевград)
- 2003 – Бизони (Благоевград)
- 2004 – Девилс (Дупница)
- 2005 – Бизони (Благоевград)
- 2006 – Бизони (Благоевград)
- 2007 – Бизони (Благоевград)
- 2008 – Бизони (Благоевград)
- 2009 – Бизони (Благоевград)
- 2010 – Бизони (Благоевград)
- 2011 – Бизони (Благоевград)
- 2012 – Девилс (Дупница)
- 2013 – София Блус
- 2014 – Бизони (Благоевград)
- 2015 – Бизони (Благоевград)
- 2016 – Бизони (Благоевград)
- 2017 – Бизони (Благоевград)
- 2018 – София Блус
- 2019 – София Блус
- 2020 – София Блус
- 2021 – София Блус
- 2022 – София Блус
- 2023 – София Блус

## Шампиони на България по софтбол
- 1993 – Девълс Дупница
- 1994 – Девълс Дупница
- 1995 – Академички София
- 1996 – Бейбс Благоевград
- 1997 – 2 отбора на 2ро място – Юнак София, Войни Стара Загора
- 1998 – Академички София
- 1999 – Академички София
- 2000 – Академички София
- 2001 – Академички София
- 2002 – Девълс Дупница
- 2003 – Девълс Дупница
- 2004 – Бейбс Благоевград
- 2005 – Бейбс Благоевград
- 2006 – Атлетик София
- 2007 – Бейбс Благоевград
- 2008 – Академички София
- 2009 – Академички София
- 2010 – Академички София
- 2011 – Ейнджълс Дупница
- 2012 – Академички София
- 2013 – Бейбс Благоевград
- 2014 – Бейбс Благоевград
- 2015 – Бейбс Благоевград
- 2016 – Академички София
- 2017 – Ейнджълс Дупница
- 2018 – Академички София
- 2019 – Ейнджълс Дупница
- 2020 – Академички София
- 2021 – Ейнджълс Дупница
- 2022 – Ейнджълс Дупница
- 2023 – Ейнджълс Дупница